# Дейвид Хаселхоф
Дейвид Хаселхоф (на английски: David Hasselhoff) е американски актьор и певец, известен напоследък с прякора си The Hoff (Дъ Хоф).
Добива популярност през 1980-те години с телевизионния сериал Knight Rider (Рицарят ездач) и с ролята на Мич Бюканън в друг телевизионен сериал – Спасители на плажа (Baywatch). Той е и продуцент на Спасители на плажа до 2001 г., когато шоуто приключва. В края на 1980-те и началото на 1990-те Хаселхоф се отдава на музикална кариера и има успех предимно в Германия и Австрия, като най-забележително е неговото изпълнение по време на падането на Берлинската стена. От 2006 г. е в журито на телевизионното шоу America's Got Talent (Америка търси талант) заедно с Шарън Озбърн и Пиърс Морган. Неговата автобиография Making Waves (Вълнение) излиза в Англия през 2006 г.
Има два брака и две дъщери от втория си брак. През 2006 г. подава документи за развод, след което има няколко случая на пиянство на обществени места. На 3 май 2009 г. е приет по спешност в болницата с предполагаемо алкохолно отравяне.
Дейвид Хаселхоф се е снимал както в киното, така и в телевизията и е играл на сцена. Той също така има няколко издадени музикални албума. Някои от неговите песни достигат номер 1 в класациите в Германия и Австрия.